# Polski Honorowy Cmentarz Wojskowy w Bredzie
Polski Honorowy Cmentarz Wojskowy w Bredzie (nid. Pools Militair Ereveld Breda) – nekropolia polskich żołnierzy poległych w Holandii w czasie II wojny światowej. Cmentarz znajduje się w Bredzie, przy ulicy Ettensebaan, tuż obok cmentarza Zuylen.
Polski cmentarz wojskowy w Bredzie utworzono z inicjatywy lokalnych społeczników, którzy pragnęli, by miasto, wyzwolone w trakcie II wojny światowej przez polskich żołnierzy z 1 Dywizji Pancernej, posiadało własną nekropolię upamiętniającą polskich bohaterów. Aby utworzyć nowe miejsce pochówku, zgromadzono szczątki polskich żołnierzy pochowanych wcześniej na innych cmentarzach. Otwarcia cmentarza dokonano 24 czerwca 1963 roku. W nekropolii spoczywają głównie żołnierze 1 Dywizji Pancernej, ponadto również lotnicy Polskich Sił Powietrznych, spadochroniarze z 1 Samodzielnej Brygady Spadochronowej, kilku członków ruchu oporu, jeńców oraz robotników przymusowych. Na cmentarzu, zgodnie z własną wolą, by zostać pochowanym wraz ze swoimi żołnierzami, spoczął również zmarły w 1994 roku dowódca 1 Dywizji Pancernej, gen. Stanisław Maczek. Ostatni pochówek na cmentarzu miał miejsce w 2003 roku, kiedy to odnaleziono szczątki polskich lotników, którzy zginęli w czerwcu 1944 roku. Łącznie na cmentarzu znajdują się groby 162 Polaków.
Cmentarz jest jednym z miejsc corocznych obchodów uroczystości związanych z wyzwoleniem Bredy przez polskich żołnierzy. Jest to największy polski cmentarz wojenny w Holandii. Wizytowany był m.in. przez prezydentów RPː Lecha Wałęsę, Aleksandra Kwaśniewskiego i Andrzeja Dudę.